# Poljče (gmina Braslovče)
Poljče – wieś w Słowenii, w gminie Braslovče. 1 stycznia 2017 liczyła 409 mieszkańców.